# دهستان دولت‌خانه
دولتخانه، دهستانی است از توابع بخش باجگیران شهرستان قوچان در استان خراسان رضوی ایران.

## جمعیت
جمعیت این دهستان بر اساس سرشماری سال ۱۳۸۵ (۲٬۴۴۱خانوار) برابر با ۹٬۲۸۵نفر
بوده است.